# Erik Thorstvedt
Erik Thorstvedt, född 28 oktober 1962 i Stavanger, är en norsk före detta fotbollsmålvakt. Hans son, Kristian Thorstvedt, är också en fotbollsspelare.
Thorstvedt är en av Norges genom tiderna främsta målvakter och spelade 97 A-landskamper innan en ryggskada 1996 tvingade honom att sluta spela. På klubbnivå spelade Thorstvedt i Madla (ungdomsnivå), Eik Tønsberg, Viking FK, Borussia Mönchengladbach, IFK Göteborg och Tottenham Hotspur FC.
Thorstvedt var förste spelare från Norge att vinna en engelsk titel då hans Tottenham vann FA-cupen 1991.